# Martin Pollack
Martin Pollack (Bad Hall, 1944. május 23. – ?, 2025. január 17.) osztrák újságíró, író, műfordító, szlavista és történész. „Ausztria egyik legkiválóbb közéleti értelmiségije.” Pollack a tényeken alapuló igazságot és a második világháborús bűnökkel kapcsolatos megbékélést propagálta Ausztriában, amelyet hiányolt a közbeszédből. Pollack a második világháború végén, a nácik elkötelezett híveinek és háborús bűnösöknek a családjába született, de az 1950-es évek végén Salzburgban végzett középiskolai tanulmányai révén sikerült megszabadulnia családja meggyőződésétől.
Pollack 2004-ben megjelent bestsellere, amely apja, Gerhard Bast erőszakos haláláról szólt a második világháborút követően, 1947-ben, az osztrák-olasz Brenner-határ közelében, új műfajt teremtett a második világháborús igazság- és megbékélési tényirodalom új műfaját hozta létre németül. Pollack gyakran összekapcsolta a történelmi kutatásokat saját családja történetével. Édesapját, Gerhard Bast SS-Sturmbannführer-t 1947-ben menekülés közben holtan találták a Brenner-hágónál az osztrák-olasz határ közelében. Pollack nagybátyja részt vett a Felső-Krajna-i szlovének deportálásában, amelyhez Eberhard Kranzmayer dialektológiai „tanulmányait” használták racionális indoklásként az „újranémetesítés” és a megsemmisítés között.

## Háttér
Pollack a felső-ausztriai Bad Hallban született, de nagyszülei alsó-ausztriai városában, Amstettenben nőtt fel. Pánnémet náci-támogató családba született, akik 1945 után is féktelenül ünnepelték ezt az ideológiát. Elmondta, hogy a nagyanyja megpróbálta megvesztegetni, hogy ne iratkozzon be a szláv szakra. Ha helyette a germanisztikára jelentkezik, akkor a doktori fokozatig fizeti a diplomáját, de különben nem kap egy fillért sem, „keinen Groschen”. Pollack ezt visszautasította, és a Bécsi Egyetemen töltött ideje alatt lengyel tanulmányokra szakosodott. Családtagjait „egyik náci nagynéniként” („eine meiner Nazi-Tanten”) emlegette, és élete végén lemondott arról, hogy „soha nem fognak megváltozni”. Pollack 2025. január 17-én, 80 éves korában halt meg.

## Családtörténet és megbékélés
Pollack 2004-es bestsellere, amely apja, Gerhard Bast 1947-es erőszakos haláláról szólt, a második világháborús igazság- és megbékélési tényirodalom új műfaját hozta létre németül. Pollack gyakran összekapcsolta a történelmi kutatásokat saját családja történetével, amely tele volt náci elkövetőkkel és kollaboránsokkal. Pollack apját, Gerhard Bast SS-Sturmbannführer-t 1947-ben menekülés közben holtan találták az osztrák-olasz Brenner határ közelében. Pollack nagybátyja részt vett a Felső-Krajna-i szlovének deportálásában, amelyhez Eberhard Kranzmayer dialektológiai „tanulmányait” használták fel a „re-németesítés” és a megsemmisítés közötti racionalizáláshoz. Pollack, aki gimnazista kora óta gyökeresen másképp látta a nácizmushoz való viszonyát, mint családtagjai, megélt kutatásai és megbékélési tapasztalatai révén más modellt kínált a háborús és rasszista traumák leküzdésére, így a legkonstruktívabb módon „alakította” ezt a vitát.

## Publikált művei
- Nach Galizien. Von Chassiden, Huzulen, Polen u. Ruthenern. Eine imaginäre Reise durch die verschwundene Welt Ostgaliziens und der Bukowina. Edition Christian Brandstätter, Wien 1984, ISBN 3-85447-075-4, pp. 208, (Insel Verlag, Frankfurt am Main 2001, ISBN 3-458-34447-0)
- Des Lebens Lauf. Jüdische Familienbilder aus Zwischeneuropa. Christian Brandstätter Verlagsgesellschaft, Wien 1987, ISBN 3-85447-198-X
- Martin Pollack, Karl-Markus Gauß (Hrsg.): Das reiche Land der armen Leute. Literarische Wanderungen durch Galizien. Jugend und Volk (J&V), Wien 1992, ISBN 3-224-17636-9, pp. 262.
- Anklage Vatermord. Der Fall Philipp Halsmann. Zsolnay, Wien 2002, ISBN 3-552-05206-2
- Der Tote im Bunker. Bericht über meinen Vater. Zsolnay, Wien 2004, ISBN 3-552-05318-2
- Martin Pollack (Hrsg.): Sarmatische Landschaften. Nachrichten aus Litauen, Belarus, der Ukraine, Polen und Deutschland. S. Fischer, Frankfurt am Main 2005, ISBN 3-10-062303-7
- Martin Pollack (Hrsg.): Von Minsk nach Manhattan. Polnische Reportagen. Zsolnay, Wien 2006 (übersetzt von Martin Pollack, Joanna Manc, Renate Schmidgall), ISBN 3-552-05371-9, pp. 268.
- Warum wurden die Stanislaws erschossen? Reportagen. Zsolnay, Wien 2008, ISBN 978-3-552-05432-5, pp. 229.
- Martin Pollack u. a.: Mythos Czernowitz. Eine Stadt im Spiegel ihrer Nationalitäten. In: Ariane Afsari (Hrsg.): Potsdamer Bibliothek östliches Europa – Geschichte. Deutsches Kulturforum östliches Europa, Potsdam 2008, ISBN 978-3-936168-25-9, pp. 263.
- Kaiser von Amerika. Die große Flucht aus Galizien. Zsolnay, Wien 2010, ISBN 978-3-552-05514-8
- In Your Face. Bilder aus unserer jüngeren Geschichte. Mit einem Essay von Martin Pollack und Fotos von Chris Niedenthal. edition. fotoTAPETA, Warschau/ Berlin 2011, ISBN 978-3-940524-13-3
- Die Wolfsjäger. Drei polnische Duette. (Zusammen mit Christoph Ransmayr). S. Fischer Verlag, Frankfurt am Main 2011, ISBN 978-3-10-062950-0
- Kontaminierte Landschaften. Residenz Verlag, St. Pölten und Wien 2014, ISBN 978-3-7017-1621-0 (Print), ISBN 978-3-7017-4457-2 (E-Book), pp. 120.
- Topografie der Erinnerung. Residenz Verlag, Salzburg und Wien 2016, ISBN 978-3-7017-1648-7 (Print), ISBN 978-3-7017-4528-9 (E-Book), pp. 172.
- Nachwort zur Neuauflage von W. St. Reymont: Die Empörung. Westhafen Verlag, Frankfurt am Main 2017, ISBN 978-3-942836-12-8
- Die Frau ohne Grab: Bericht über meine Tante, Zsolnay, Wien 2019, ISBN 978-3-552-05951-1

### Magyarul
- Galícia. Utazás egy eltűnt világban Kelet-Galícia és Bukovina földjén (Nach Galizien) – Palatinus, Budapest, 2009 · ISBN 9789632740331 · Fordította, jegyzetek: Halasi Zoltán
- Halott a bunkerban. Beszámoló apámról (Der Tote im Bunker) – L'Harmattan, Budapest, 2016 (Világszép irodalom) · ISBN 9789634140962 · Fordította, jegyzetek: Halasi Zoltán
- Az amerikai császár. A nagy galíciai kivándorlás (Kaiser von Amerika) – L'Harmattan, Budapest, 2019 (Világszép irodalom) · ISBN 9789634144977 · Fordította, jegyzetek: Halasi Zoltán

## További anyagok
Martin Pollack előadása [angolul] a bécsi IWM-ben, 2024. június 14-én, A baljós múlt hosszú árnyéka: Egy véget nem érő történet címmel. Michalski-emlékelőadás, amelyen részt vesz Alexander Van der Bellen, Ausztria elnöke és Heinz Fischer, Ausztria korábbi elnöke. The Long Shadow of a Sinister Past. A Never-Ending Story

## Fordítás
- Ez a szócikk részben vagy egészben  a   Martin Pollack című angol Wikipédia-szócikk fordításán alapul.  Az eredeti cikk szerkesztőit annak laptörténete sorolja fel. Ez a jelzés csupán a megfogalmazás eredetét és a szerzői jogokat jelzi, nem szolgál a cikkben szereplő információk forrásmegjelöléseként.